# 重岡漠
重岡 漠（しげおか ひろし、1988年 - ）は日本の俳優。レトル所属。劇団青年団の劇団員。

## 経歴
福岡県立小倉高等学校ではラグビー部に所属するも、部活が厳しく挫折。ラグビー部を辞めるには他クラブに所属する必要があったため、中学生のころ母親によく演劇に連れられた影響から演劇に興味を持っていたので演劇部に入部を決める。
上京して日本大学芸術学部演劇学科に入学。在学中に平田オリザ主宰の青年団のオーディションに参加し入団。青年団の俳優が多く所属する芸能事務所レトルにも同時に所属。
30歳でありながら、NHK連続テレビ小説『なつぞら』にて高校生役の高木勇二を演じ、また同時期に放送されたNHKよるドラ『腐女子、うっかりゲイに告る。』でも高校生役の中山学を演じた。

## 人物
- 名前の漠（ひろし）の音読みがバクなので、親しい人からは『バクちゃん』と呼ばれている。
- 漠が獏と間違われることがよくあり、香盤表が重岡獏になっていることがよくある。
- サウナが好きで週一のペースで通っている。

## 主な作品

### 映画
2010年
- 歓待（深田晃司監督）

2013年
- 横道世之介（沖田修一監督）

2015年
- まどろす（藤田容介監督）

2017年
- 帝一の國（永井聡監督）

2024年
- くすぶりの狂騒曲（立川晋輔監督）- ひろゆき 役[1]

### ドラマ
2015年
- WOWOW『夢を与える』

2016年
- WOWOW『グーグーだって猫である2』

2017年
- NHK『アシガール』
- NHK『ひよっこ』
- NHK『おんな城主 直虎』
- テレビ東京『三匹のおっさん』

2018年
- NHK『西郷どん』#45
- テレビ東京 ドラマ24『忘却のサチコ』レギュラー 大野恭助役
- NHK BSプレミアム『小野田さんと、雪男を探した男』友人Ａ役
- テレビ東京 スペシャルドラマ『忘却のサチコ』 ‐ 大野恭助 役

2019年
- NHK『腐女子、うっかりゲイに告る。』 ‐ 中山学 役
- NHK『なつぞら』演劇部員･高木役
- 福島中央テレビ『絶景探偵。スペシャル』 ‐ 三島薫 役/又吉 役

2021年
- NHK『青天を衝け』#20
- テレビ東京『ユーチューバーに娘はやらん!』 #8 小松の夫役

2022年
- NHK『わげもん〜長崎通訳異聞〜』 ‐ 杉原敬生 役

2023年
- NHK『超人間要塞ヒロシ戦記』 - 水木 役

### CM
2012年
- BeeTV『映画はスマホで（顔めくり篇）』

2013年
- セブンイレブン『朝得クーポン』

2014年
- KingJapan ファームヒーロー『謎の美女篇』ナレーション
- セブンイレブン『塩からあげ』

2015年
- セブンイレブン『近くて便利 サンドイッチ篇』
- 戦国炎舞『ナンバー1篇』
- ほけんの窓口『人生に寄り添う窓口篇』

2016年
- キリン チューハイ ビターズ『いい夜篇』

2017年
- ダイドードリンコ『miuで元気娘 水篇・フレーバー篇』

2018年
- スタッフサービス『オー人事「意識高い系」篇』

2019年
- Y!mobile『宇宙より4000万の皆さまへ』篇

### 舞台
2009年
- キレなかった14才りたーんず『すご、くない。』

2010年
- 木ノ下歌舞伎『勧進帳』
- KUNIO07『文化祭』

2011年
- 青年団若手自主企画『終わりなき将来を思い、18歳の剛は空に向かってむせび泣いた。オンオンと。』
- 青年団若手公演『バルカン動物園』
- ブルーノプロデュース『ひとがた流し』
- 青年団若手自主企画『若い兄嫁（仮）』
- 木ノ下歌舞伎『夏祭浪花鑑』

2012年
- モモンガ・コンプレックス『ご多分にもれず、ふつう。』
- 木ノ下歌舞伎『義経千本桜』

2013年
- 青年団『もう風も吹かない』
- 流山児☆事務所『アトミック★ストーム』
- ゴーチ・ブラザーズPRESENTS『飛龍伝』

2014年
- 青年団リンク 玉田企画『宇宙のこども』
- あうるすぽっとプロデュース『ロミオとジュリエットのこどもたち』
- KUNIO11『ハムレット』

2015年
- 城山羊の会『水仙の花 narcissus』
- うさぎストライプ『いないかもしれない（静ver.）』
- ダンスファーム『近藤良平の「モダン・タイムス」』

2016年
- キティエンターテインメント・プレゼンツ『光の光の光の愛の光の』
- 木ノ下歌舞伎『勧進帳』
- ミクニヤナイハラプロジェクト『東京ノート』

2018年
- ロロ いつ高シリーズvol.5『いつだって窓際でぼくたち』
- 木ノ下歌舞伎『勧進帳』

2023年
- パルコ・プロデュース 2024『最高の家出』[2]

2024年
- 劇団普通『病室』[3]